# Chorýgio
Chorýgio är en ort i Grekland.   Den ligger i prefekturen Nomós Kilkís och regionen Mellersta Makedonien, i den norra delen av landet, 300 km norr om huvudstaden Aten. Chorýgio ligger 164 meter över havet och antalet invånare är 928.
Terrängen runt Chorýgio är huvudsakligen lite kuperad. Chorýgio ligger uppe på en höjd. Runt Chorýgio är det ganska tätbefolkat, med 60 invånare per kvadratkilometer. Närmaste större samhälle är Kilkis, 12,4 km öster om Chorýgio. Trakten runt Chorýgio består till största delen av jordbruksmark.